# John Manners, 7.º Duque de Rutland
John James Robert Manners, 7.º Duque de Rutland (13 de dezembro de 1818 - 4 de agosto de 1906), conhecido como Lord John Manners antes de 1888, foi um estadista britânico. 

## Infância
Manners nasceu no Castelo de Belvoir, filho mais novo de John Manners, 5.º Duque de Rutland, e de Elizabeth Howard, filha de Frederick Howard, 5.º Conde de Carlisle. Charles Manners, 6.º Duque de Rutland, era o seu irmão mais velho e George Manners, o seu irmão mais novo. 
Foi educado no Eton College e, mais tarde, ingressou no Trinity College, em Cambridge, em 1836. Em Cambridge, foi membro do University Pitt Club.
Formou-se em MA em 1839 e mais tarde recebeu o título honorário de LLD pela mesma universidade em 1862 e DCL por Oxford em 1876.

## Publicações
Escreveu dois livros de poesia: "England's Trust and Other Poems", publicado em 1841, e "English Ballads and Other Poems", publicado em 1850. O livro de 1841 contém a sua famosa citação: "Que a riqueza e o comércio, as leis e a aprendizagem morram, mas deixem-nos ainda a nossa velha nobreza!". O livro de 1850 contém o seu poema "A Legend of Haddon Hall."

## Carreira política
Em 1841, Rutland foi eleito para Newark no interesse conservador, juntamente com William Ewart Gladstone, e representou aquele distrito até 1847. Posteriormente, representou Colchester, de 1850 a 1857; para North Leicestershire, 1857–85; e para Melton de 1885 até 1888, altura em que assumiu o seu lugar na Câmara dos Lordes ao suceder ao ducado.

### Movimento "Young England"
No início da década de 1840, Manners foi uma figura de destaque no movimento "Young England", liderado por Benjamin Disraeli. Este partido procurava reduzir a predominância da burguesia da classe média e recriar o prestígio político da aristocracia, provando a sua capacidade de melhorar a condição social, intelectual e material do campesinato e das classes trabalhadoras. Ao mesmo tempo, os seus membros procuravam a regeneração da Igreja e o resgate da Igreja e da Irlanda dos problemas herdados da predominância Whig do século XVIII. Manners fez uma extensa viagem de inspecção nas zonas industriais do norte de Inglaterra, durante a qual ele e o seu amigo George Smythe, mais tarde 7.º Visconde de Strangford, proferiram discursos bem recebidos. Em 1843, apoiou a moção de Lord Grey para um inquérito sobre as condições da Inglaterra, uma vez que a grave insatisfação das classes trabalhadoras do norte era um assunto para o qual chamava constantemente a atenção do parlamento. Entre outras medidas que pediu estavam a dissolução da Igreja Irlandesa, a modificação dos Estatutos de Mortmain e o reatamento das relações diplomáticas regulares com o Vaticano. No mesmo ano, publicou sob a forma de panfleto um forte apelo aos feriados nacionais.
Em 1844, Lord John apoiou vigorosamente o "Factories Act" ("Ten-hours Bill"), que, embora fortemente contestado pelos representantes de Manchester, foi finalmente aprovado em Maio de 1847. Em Outubro de 1844, participou e discursou na soirée realizada no Manchester Athenaeum sob a presidência de Disraeli. Poucos dias depois, ele e os seus amigos compareceram a um festival em Bingley, em Yorkshire, para celebrar a doação de terrenos para jardins aos trabalhadores, um passo que, através da agência do seu pai, ele tinha feito muito para promover.
Entretanto, as divergências de opinião a partir de 1845 acabaram por conduzir à interrupção do movimento.

### Gabinete
Durante as três curtas administrações de Lord Derby (1852, 1858-1859 e 1866-1868), serviu no gabinete como Primeiro Comissário de Obras. Em 1852, foi admitido no Conselho Privado. Com o regresso dos conservadores ao poder em 1874, tornou-se Director-Geral dos Correios sob Disraeli, e foi nomeado GCB após a sua reforma em 1880. Foi novamente Director-Geral dos Correios na administração de Lord Salisbury, de 1885 a 1886, e foi chefe do departamento quando foram introduzidos os telegramas de seis cêntimos. Finalmente, no governo conservador de 1886-92, foi chanceler do Ducado de Lancaster.
Foi feito Cavaleiro da Jarreteira em 1891. Em 1896, foi criado Barão Roos de Belvoir, no Condado de Leicester, quando o seu filho Henry Manners foi convocado para a Câmara dos Lordes por um mandado de aceleração do título de Barão Manners do seu pai.
Foi patrono da Liga de Carteiro de São Martinho.

## Interesses desportivos
Tinha um interesse no movimento dos Jogos Olímpicos de William Penny Brookes, demonstrado pela primeira vez quando se juntou a um grupo com o seu primo Lord Forester que assistiu aos primeiros Jogos Olímpicos de Wenlock em Much Wenlock em 1850. Doou então um prémio em dinheiro de 1 libra (no valor de aproximadamente 80 libras em 2017) ao comité, que o atribuiu ao vencedor de uma corrida. Foi membro do conselho dos quartos Jogos Olímpicos Nacionais, realizados novamente em Much Wenlock, em 1874. Em 1883, foi presidente dos Jogos Olímpicos de Wenlock nesse ano.

## Casamentos e descendência
Rutland casou em primeiras núpcias com Catherine Louisa Georgina, filha do Coronel George Marlay e de Catherine Louisa Tisdall, e neta de George Marlay, Bispo de Dromore, em 1851. Tiveram dois filhos: 
- Henry John Brinsley Manners, 8º Duque de Rutland (1852–1925), teve descendência;
- Edith Katharine Mary Manners (12 de Março de 1854[1] – 24 de Março de 1854), faleceu na infância.[11][12]

A primeira esposa morreu a 7 de abril de 1854, aos 23 anos, de complicações no parto, semanas após ter dado à luz uma filha, Edith, que viveu apenas 12 dias. Foi sepultada com a sua filha no Cemitério de Highgate.
Rutland casou-se uma segunda vez com Janetta Hughan, filha de Thomas Hughan, em 1862. Eles tiveram filhos:
- Edward William John Manners (1864–1903);
- Katherine Selina Janetta Manners (1866–1900);
- Cecil Reginald John Manners (1868–1945);
- Tenente-coronel Robert William Orlando Manners (1870–1917), um oficial do Royal Rifle Corps do Rei. Este filho foi morto enquanto comandava o 10º Batalhão de fuzileiros de Northumberland durante a Grande Guerra. Foi condecorado com a Ordem de São Miguel e São Jorge e a Ordem de Serviços Distintos. Está sepultado no Cemitério The Huts, a seis quilómetros a sudoeste de Ypres. Casou em 1902 com Mildred Mary Buckworth, filha do Rev. Charles P. Buckworth e viúva de um colega oficial do KRRC, o Major Henry Buchanan-Riddell;[15]
- Victoria Alexandrina Elizabeth Dorothy Manners (1876–1933);
- Elizabeth Emily Manners (1878–1924), que em 1903 casou com George Scott.[16]

Rutland sucedeu no Ducado de Rutland em março de 1888, após a morte do seu irmão mais velho. A Duquesa de Rutland morreu em julho de 1899. Rutland sobreviveu-lhe sete anos e morreu a 4 de agosto de 1906, com 87 anos, no Castelo de Belvoir.